# ادوارد سابین
ادوارد سابین (انگلیسی: Edward Sabine؛ ۱۴ اکتبر ۱۷۸۸ – ۲۶ ژوئن ۱۸۸۳) یک دانشمند در زمینه اخترشناسی، ژئوفیزیک، پرنده‌شناسی، و گیاه‌شناسی اهل ایرلند بود.
وی همچنین برنده جوایزی همچون مدال پادشاهی شده است.